# Reprezentacja Bośni i Hercegowiny U-21 w piłce nożnej mężczyzn
Reprezentacja Bośni i Hercegowiny U-21 w piłce nożnej – młodzieżowa reprezentacja Bośni i Hercegowiny sterowana przez Bośniacki Związek Piłki Nożnej.
"Zlatni ljiljani" jak do tej pory nie zakwalifikowali się do Mistrzostw Europy U-21. Najbliżej byli w 2007 roku, kiedy to grali baraż z Czechami o awans do młodzieżowych mistrzostw Europy. Na wyjeździe ulegli 1:2, a w Sarajewie padł remis 1:1.

## Występy w ME U-21
- 1998: Nie zakwalifikowała się
- 2000: Nie zakwalifikowała się
- 2002: Nie zakwalifikowała się
- 2004: Nie zakwalifikowała się
- 2006: Nie zakwalifikowała się
- 2007: Nie zakwalifikowała się
- 2009: Nie zakwalifikowała się
- 2011: Nie zakwalifikowała się
- 2013: Nie zakwalifikowała się
- 2015: Nie zakwalifikowała się
- 2017: Nie zakwalifikowała się
- 2019: Nie zakwalifikowała się
- 2021: Nie zakwalifikowała się
- 2023: Nie zakwalifikowała się
- 2025: Kwalifikacje w toku